# Konrad Schalhorn
Konrad Schalhorn (* 1. Oktober 1937) ist ein deutscher Architekt und Autor.

## Leben
Konrad Schalhorn nahm 1958 sein Architekturstudium an der RWTH Aachen auf, wechselte nach dem Vordiplom 1961 an die TU Berlin, um 1963 an die RWTH Aachen zurückzukehren. Nach Abschluss seines Architekturstudiums bei Gottfried Böhm 1965 wurde Schalhorn Mitarbeiter von Oswald Mathias Ungers und war von 1967 bis 1980 an der  RWTH Aachen Assistent von Gottfried Böhm am Lehrstuhl für Stadtbereichsplanung und Werklehre. Dort bildete er gemeinsam mit Gottfried Böhm, Hans Schmalscheidt, Werner Finke, Jan Pieper, Frank Popp u. a. Assistenten im Lehrstuhl Böhm die PSA-Planungsgruppe Stadtbereich Aachen. Von 1980 bis 2000 wirkte Schalhorn als Professor für Entwerfen am Fachbereich Innenarchitektur der Technischen Hochschule Rosenheim. Teile seines Vorlasses übergab er dem Deutschen Architekturmuseum Frankfurt.

## Werk (Auswahl)
- Innenstadtsanierung Karlsruhe, Wettbewerb mit Hans Schmalscheidt, Frank Popp, D. Basilius, 1972
- Berlin-Tiergarten, Wettbewerb mit Gottfried Böhm, Hans Schmalscheidt, Werner Finke, Georg Feinhals, Frank Popp, Jan Pieper, 1973
- Sanierung Stadtkern Steinheim in Westfalen, Gutachten Planungsgruppe Gottfried Böhm, Hans Schmalscheidt, Konrad Schalhorn, Werner Finke, Frank Popp, 1973
- Wallraf-Richartz Museum Köln, Wettbewerb 1974, mit Gottfried Böhm, Hans Schmalscheidt, Werner Finke, Frank Popp, Georg Feinhals, Jan Pieper
- Bebauung Uhlandstraße Berlin, 1978
- Neubebauung Potsdamer / Leipziger Platz Berlin, Wettbewerb 1991
- Magdeburg Stadtmitte, Wettbewerb 1992

## Ausstellungen (Auswahl)

### Mit dem Lehrstuhl „Böhm“
- The Aachen Group: The Building Block, History of an Urban Model, in: Rational Architecture, The Architecture Of The City, Architectural Association and ART NET, Kurator Léon Krier, London 1975
- Wohnen in der Stadt heute, Kunsthalle Bielefeld 2.4. – 17.5.1981 (Katalog)

### Einzelausstellung
- Maggi – Persil – Cola u. a. Rückblick auf 100 Jahre Emaille-Schilder aus der Sammlung von Konrad Schalhorn, Kunstverein Bad Aibling 2006[3]

## Schriften (Auswahl)
- e+p 17 Entwurf und Planung, Wohnungen für alte Menschen, Altenheime, Wohnstifte, Seniorenzentren, München 1973, ISBN 3-7667-0268-8.
- e+p 31 Entwurf und Planung, Der Baublock – Straße Wohnung Hof, mit Werner Finke, Frank Popp, Hans Schmalscheidt, München 1977, ISBN 3-7667-0355-2.
- Raum-Haus-Stadt Grundsätze stadträumlichen Entwerfens, mit Hans Schmalscheidt, Stuttgart 1997, ISBN 3-17-013191-5.